# Pfarrkirche Gallbrunn

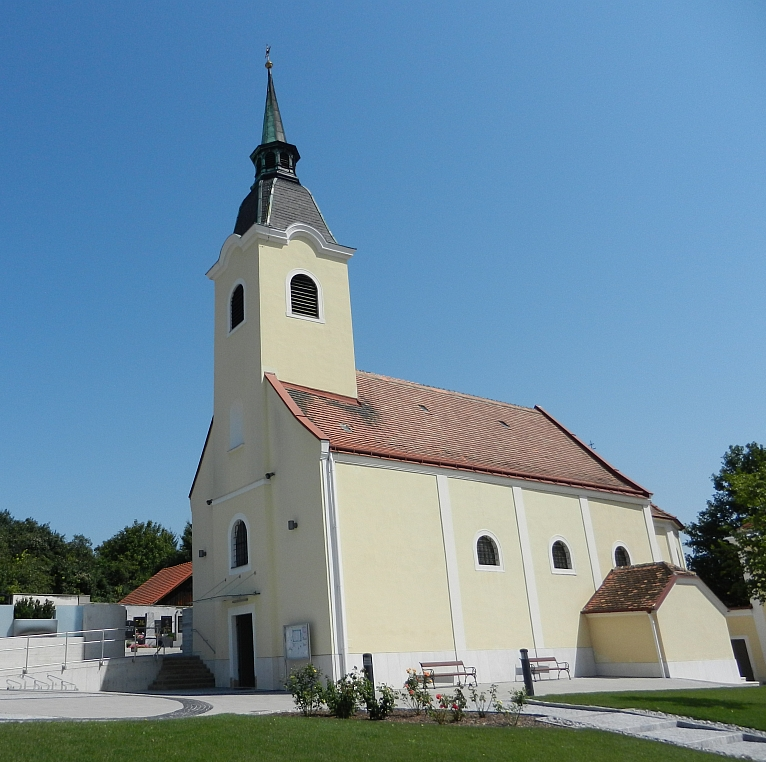
Katholische Pfarrkirche hl. Florian in Gallbrunn

Die Pfarrkirche Gallbrunn steht in einer Hanglage am westlichen Ortseingang von Gallbrunn in der Marktgemeinde Trautmannsdorf an der Leitha im Bezirk Bruck an der Leitha in Niederösterreich. Die dem Patrozinium Florian von Lorch unterstellte römisch-katholische Pfarrkirche gehört zum Dekanat Bruck an der Leitha im Vikariat Unter dem Wienerwald der Erzdiözese Wien. Die Kirche steht unter Denkmalschutz (Listeneintrag).

## Geschichte
Die von 1706 bis 1708 erbaute Kirche wurde 1773 im Westen um das Emporenjoch mit dem Turm erweitert.
Die Kirche wurde 1746 als Filiale der Pfarrkirche Margarethen am Moos genannt. Die Kirche wurde 1783 dem Orden der Barnabiten inkorporiert und zur Pfarrkirche erhoben. Um 1925 ging die Kirche an den Orden der Salvatorianer.

## Architektur
Die schlichte barocke Saalkirche mit einem eingezogenen niedrigeren Dreiseitchor und einem eingestellten Westturm ist im Norden und Westen von einem ummauerten Friedhof umgeben.
Das Kirchenäußere zeigt ein Langhaus mit Lisenen und Lünettenfenstern, der eingestellte Westturm ist dreigeschoßig mit einem aufgegiebelten Kranzgesims und trägt einen josephinischen Spitzhelm mit einer bekrönenden Haube. Nördlich am Chor steht ein eingeschoßiger Sakristeianbau. An der südlichen Langhausfront steht im Osten ein Anbau.
Das Kircheninnere zeigt sich mit einem dreijochigen Langhaus mit einem Stichkappentonnengewölbe auf pilasterartigen Wandvorlagen mit profilierten Kämpfern. Die Westempore mit hölzernen Unterzügen auf gusseisernen Säulen hat seitlich eine eiserne Wendeltreppe aus dem Ende des 19. Jahrhunderts. Der einjochige Chor hat ein Grat- und Stichkappengewölbe.

## Ausstattung
Der klassizistische Hochaltar zeigt das Altarblatt hl. Florian. Die Seitenaltäre um 1900 tragen die Statuen hl. Josef links und hl. Maria mit Kind rechts. Die Kanzel aus dem Ende des 18. Jahrhunderts zeigt am Korb ein unvollendetes Tafelbild Christus und die Samariterin.
Die Orgel mit 7 Registern baute Franz Strommer im Ende des 19. Jahrhunderts. Eine Glocke nennt Bartholomäus Kaffel 1846.